# X Games Mineápolis 2019
La XXX edición de los X Games se celebró en Mineápolis (Estados Unidos) entre el 1 y el 4 de agosto de 2019 bajo la organización de la empresa de televisión ESPN.
Se disputaron pruebas de ciclismo BMX y skateboard.

## Medallistas de ciclismo BMX

### Masculino
| Evento               | Oro                             | Plata                          | Bronce                      |
| -------------------- | ------------------------------- | ------------------------------ | --------------------------- |
| Parque               | Logan Martin Australia          | Rim Nakamura Japón             | José Torres Argentina       |
| Parque – Mejor truco | Mike Varga · Canadá             | Daniel Sandoval Estados Unidos | Kevin Peraza Estados Unidos |
| Vert                 | Vince Byron Australia           | Jamie Bestwick Reino Unido     | Mykel Larrin Estados Unidos |
| Big air              | Ryan Williams Australia         | Morgan Wade Estados Unidos     | Vince Byron Australia       |
| Dirt                 | Logan Martin Australia          | Brandon Loupos Australia       | Dawid Godziek · Polonia     |
| Calle                | Garrett Reynolds Estados Unidos | Matt Ray Estados Unidos        | Chad Kerley Estados Unidos  |